# Periclimenes nomadophila
Periclimenes nomadophila is een garnalensoort uit de familie van de Palaemonidae. De wetenschappelijke naam van de soort is voor het eerst geldig gepubliceerd in 1994 door Berggren.